# Fresque de l'Ange blanc
La Fresque de l'Ange sur le tombeau du Christ, appelée aussi L'Ange blanc (en serbe cyrillique : Бели анђео ; en serbe latin : Beli anđeo), est une des fresques les plus célèbres de Serbie. Elle est conservée au monastère orthodoxe de Mileševa, près de Prijepolje, et date du XIIIe siècle.

## Présentation
La Fresque de l'Ange blanc se trouve dans l'église de l'Ascension du Christ du monastère de Mileševa, fondé dans les années 1230 par le roi de Serbie Stefan III Vladislav et célèbre pour avoir recueilli les reliques de saint Sava, le fondateur de l'Église orthodoxe serbe.

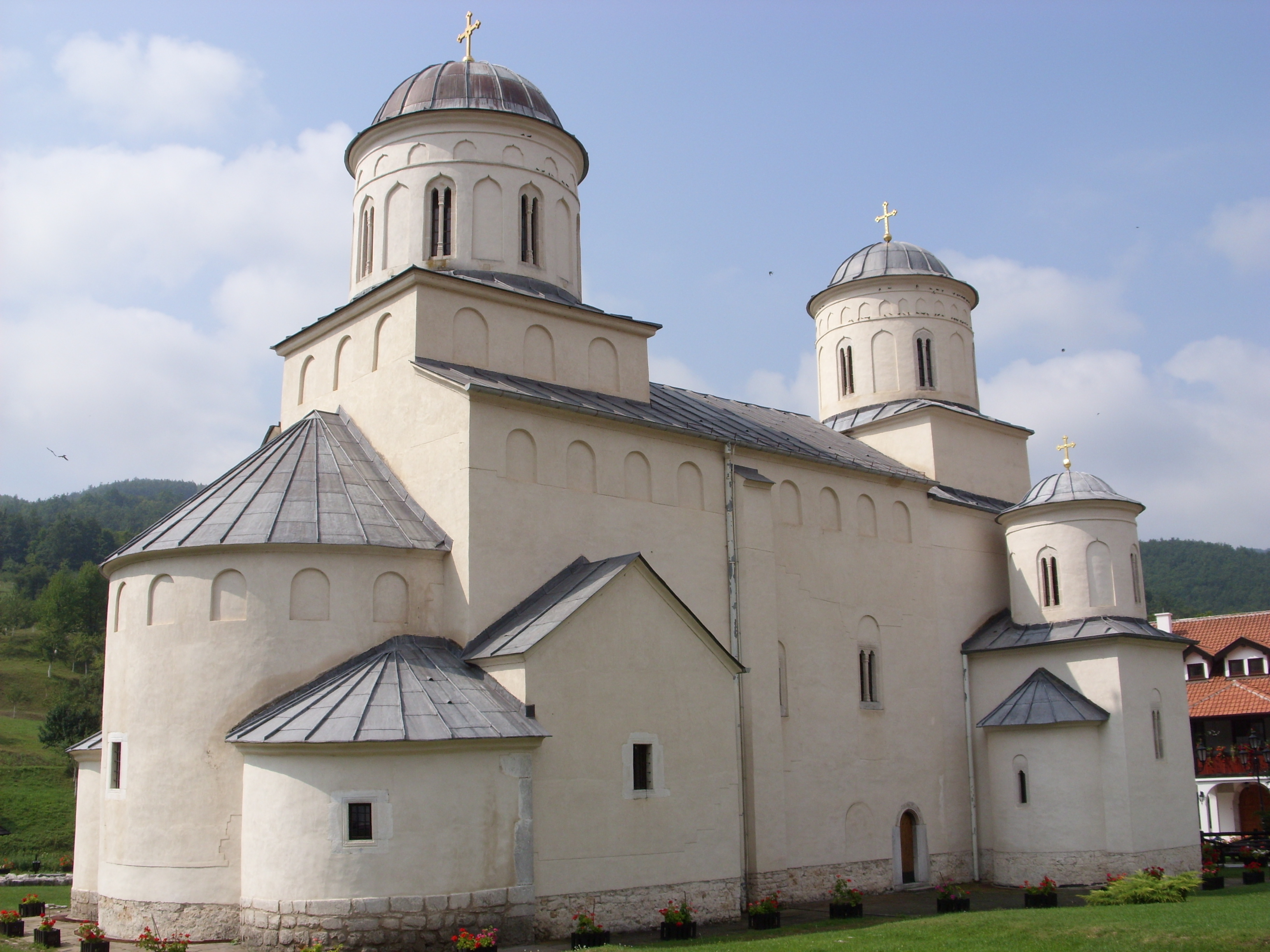
L'église de l'Ascension du Christ au monastère de Mileševa

Elle fait partie d'une ample composition murale intitulée Mironosnice na Hristovom grobu (en serbe cyrillique : Мироноснице на Христовом гробу), les « porteuses de myrrhe au tombeau du Christ ». Peinte dans les années 1230-1240, en même temps que les fresques primitives de l'église, elle est caractéristique de la « période latine » de l'art byzantin. Elle a été exécutée par des peintres grecs anonymes, venus de Constantinople, de Nicée et de Thessalonique.

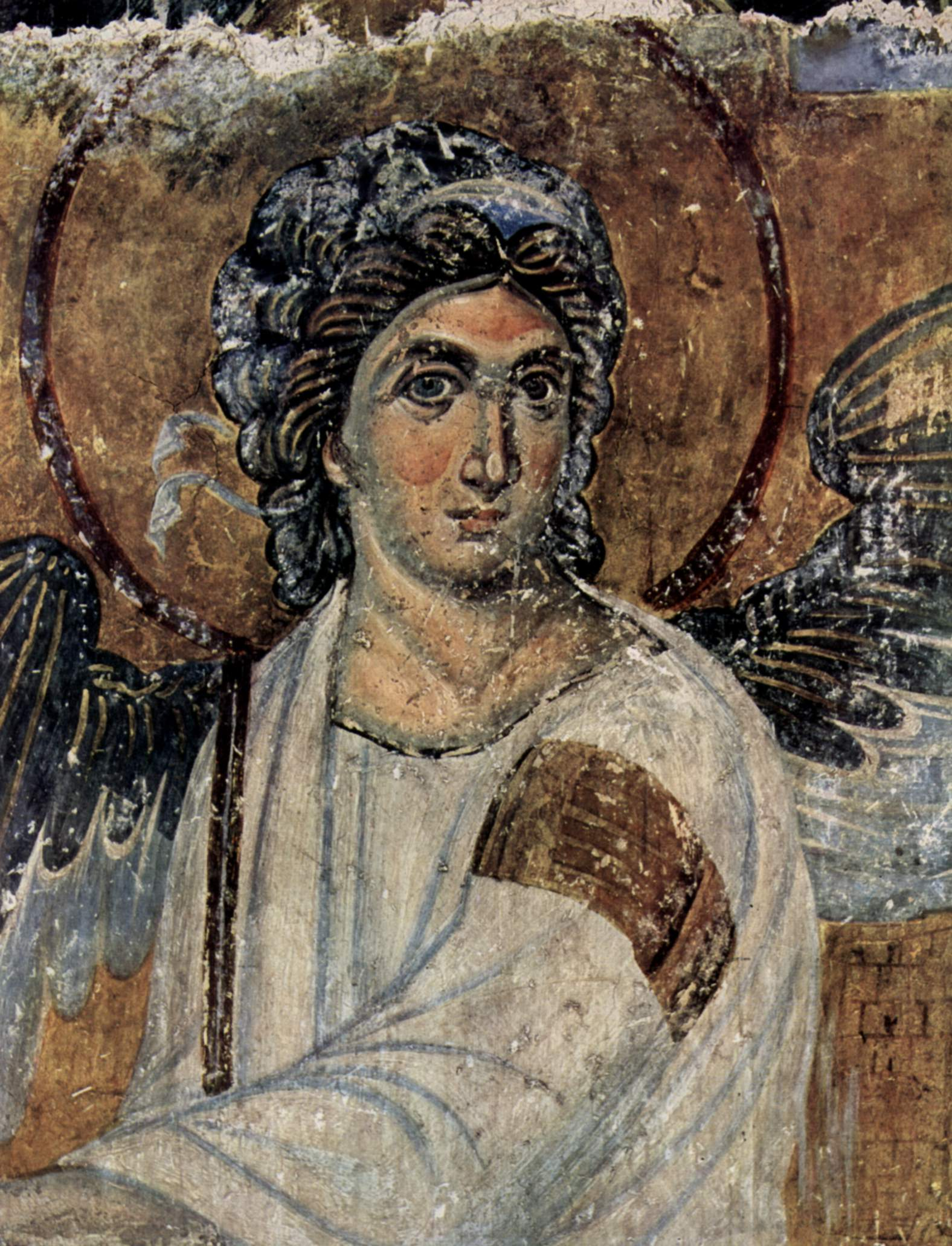
Détail de la fresque

Au XVIe siècle, elle a été recouverte par d'autres fresques, qui, paradoxalement, l'ont protégée des vicissitudes climatiques et des dégradations dues au temps. Elle a été redécouverte au XXe siècle, lors des campagnes de restauration de l'église et de ses peintures.

## Postérité
Vu l'importance de l'œuvre, une copie de la Fresque de l'Ange blanc est présentée à la Galerie des fresques (en serbe : Галерија фресака et Galerija fresaka), située dans le quartier de Dorćol, à Belgrade.
La Fresque de l'Ange blanc est une source d'inspiration pour de nombreux peintres serbes qui la revisitent périodiquement. Parmi ces artistes on peut citer Milan Konjović, qui, dans la « période byzantine » de son œuvre, en a donné une réinterprétation en 1986, ou encore, plus récemment, Nenad Bračić.